# Irving Grundman
Pour les articles homonymes, voir Grundman.
Irving Grundman, né le 23 juillet 1928 à Montréal, au Canada, et mort le 26 février 2021 à Montréal, est un dirigeant de hockey sur glace. Il est directeur général des Canadiens de Montréal dans la Ligue nationale de hockey de 1978 à 1983.

## Biographie
Irving Grundman entre en fonction le 4 septembre 1978 et est responsable du club jusqu'au 28 avril 1983 lorsqu'il est congédié par le président Ronald Corey. Pendant cette période, les Canadiens de Montréal  gagnent une Coupe Stanley en 1979.
Il est président de la Canadian Arena Company avant d’être nommé directeur général du Canadien. Davantage homme d’affaires, Grundman admet lui-même qu’il n’est pas un homme de hockey.
En 2005, Irving Grundman, qui a été conseiller municipal de 1986 à 2002 dans l'ancienne municipalité de Saint-Laurent, est reconnu coupable d'avoir accepté un pot de vin de 75 000 dollars dans une histoire de changement de zonage municipal. Il se voit imposer une sentence de 23 mois à servir dans la communauté ainsi qu'une amende de 50 000 dollars,.
Il meurt le 26 février 2021 à Montréal à la suite d'une courte maladie,.